# Liste de documents pontificaux condamnant la franc-maçonnerie
Pour un article plus général, voir Antimaçonnisme.
Des documents pontificaux condamnant la franc-maçonnerie, sous forme de bulles, encycliques ou lettres émanant de la papauté au Vatican, sont attestés depuis le XVIIIe siècle.

## XVIIIesiècle
- Clément XII - Bulle In eminenti apostolatus specula - 1738
- Benoît XIV - Providas romanorum - 1751

## XIXesiècle
- Pie VII - Ecclesiam a Jesu Christo (en) - 1821
- Léon XII - Quo Graviora - 1826
- Pie VIII - Traditi humilitati - 1829
- Grégoire XVI - Mirari vos - 1832 Cette encyclique ne mentionne pas la franc-maçonnerie mais l'indifférentisme religieux, qui est l'une des charges souvent retenue contre la franc-maçonnerie par les textes pontificaux. Certaines sources catholiques romaines identifient ce document comme antimaçonnique[2].

## PieIX
- Qui pluribus - 1846 Ce document, bien que ne mentionnant pas directement la maçonnerie ni aucune personne nominale ou groupe, émet des critiques qui s'adressent à ceux que de précédents documents pontificaux ont attribué à la maçonnerie et est considéré comme antimaçonnique par certaines sources catholiques[3].

- Quibus quantisque malis - 1849
- Quanta cura - 1864
- Multiplices inter - 1865
- Apostolicæ Sedis - 1869
- Etsi multa - 1873

## LéonXIII
- Etsi Nos - 1882[4]
- Humanum genus - 1884
- Officio Sanctissimo - 1887
- Ab Apostolici - 1890
- Custodi di quella fede - 1892
- Inimica vis - 1892
- Praeclara Gratulationis Publicae - 1894
- Annum ingressi - 1902